# Хакський дінеро
Хакський дінеро (ісп. dinero jaqués, кат. moneda chaquesa) або арагонський дінеро (ісп. dinero aragonés) — різновид каролінгського динарія, білонна монета, що почала карбуватись в місті Хака, тогочасній столиці Арагонського королівства з другої половини XI століття і продовжувала карбуватись в Арагоні до 1728 року.

## Історія

### Грошові одиниці Арагонського королівства
З утворенням Арагонського королівства його базовою розрахунковою валютою стали облікові лібра (фунт) та суельдо (шилінг), а також монети арабського Аль-Андалусу динари та дирхами, які використовувалися головним чином у важливих грошових операціях, таких як оплата паріас — данини мусульманським державам Аль-Андалусу.
Задокументовано рідкісний випадок карбування золотих монет Санчо I Раміресом, хакський золоий манкус (mancusos iacensis або auro de Iacca), який відповідав тій самій типології білонних грошей і мав низьку пробу золота (близько 18 каратів). Цілком можливо, що це був спеціальний випуск, який не поширювався, і що це було пов'язано з необхідністю сплачувати півтисячі золотих манкусів щорічно Святому Престолу, коли Санчо I був визнаний королем Арагону папою і інфікований ця сума надійшла до Папської області після поїздки арагонського короля до Риму в 1068 році. Існувала також розмінна грошова одиниця - обол, вартість якої становили половину дінеро.

### Поява хакського дінеро

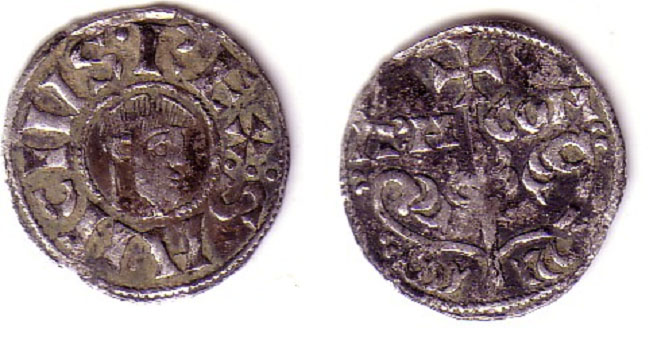
Дінеро Санчо I Арагонського, викарбувані між 1085 і 1094 роками. Перша грошова монета християнського королівства Піренейського півострова. Процесійний хрест з’являється на стовбурі з розквітами гілок з боків, «arbor ad modum Floris» (помилкова назва «Encina de Sobrarbe», як його тлумачили з 16 століття). Легенда з обох боків стовбура: ARA- GON.

Хакський дінеро походить від каролінгського денарія (лат. denarius), грошової одиниці імперії Каролінгів. Відповідно, зі встановленням франкської влади в Іспанській марці наприкінці X століття, на Піренейському півострові почалося карбування наваррських, арагонських і каталонських денарієв (дінеро). Однак із поступовим здобуттям іспаномовними графствами Каролінгів незалежності від Західного Франкського королівства, їхнє карбування було деградовано, і срібні гроші стали сплавом срібла та міді, тобто те, що відомо як карбування вельон, і монета великої цінності в обігу на цих територіях була андалузький динар (золота монета) і дирхам (срібна), залишаючи гроші в роздрібній торгівлі.

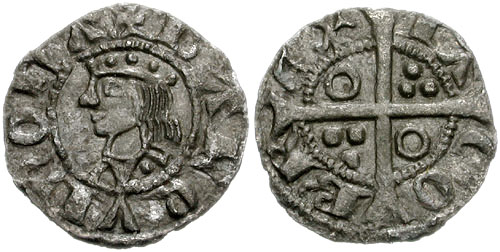
Дінеро Хайме I Завойовника (1213-1276). (17mm, 0.79 g, 11h)

Карбування арагонських дінеро почалося в місті Хака приблизно в 1085 році, під час правління короля Санчо I (1063—1094). Скромні білонні гроші Санчо Раміреса мали четвертий сорт, тобто сплав однієї третини срібла та двох міді. Його типологія була дуже простою. На аверсі грошей «sanchete» був зображений дуже схематичний бюст короля з легендою SANCIVS.REX. На реверсі було так зване «дерево Sobrarbe», фактично хрест на стеблі з квітковими гілками з боків. На аверсі профіль короля, а на реверсі процесійний хрест на ніжці з гілками з боків — зображення, яке в сучасну добу буде асоціюватися з емблемою дерева Собрарбе та що з'явиться на перших зображеннях герба Арагону. З часів правління Хайме I Завойовника, квітчастий хрест на ніжці, що зображувався на дінеро Санчо I, Педро I, Альфонсо I,  Альфонсо II та Педро II було замінено папським хрестом із подвійним раменом (пізніше відомий у геральдиці як Лотаринзький хрест).

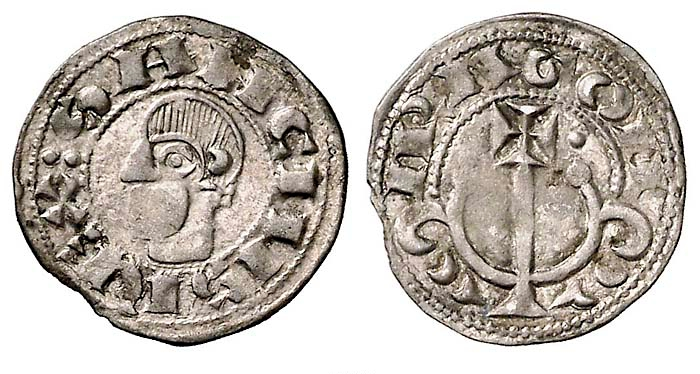

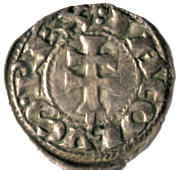

До часів Альфонсо II хакський дінеро зберігав свою вартість, але Хайме I Завойовник скоротив його, зменшивши вагу вдвічі.

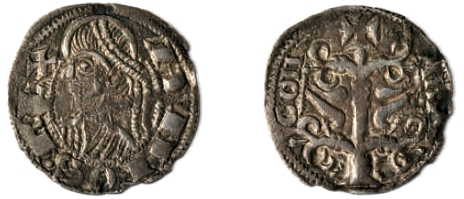
Дінеро Альфонса II (1164-1196). Напис: Аверс: ALFONS. REX., Реверс: ARA-GON.

Крім самої Хаки, арагонські дінеро також карбувались на інших монетних дворах, таких як Монсон (за правління Педро I Арагонського) або недовго Саріньєна (за правління Хайме I Завойовника), ймовірно, для постачання валюти в Тортосу, де ходили хакські дінеро і яка до 1280 р. була приєднана до Арагонської Корони з тариторією на правому березі Ебро. Близько 1340 року монетний двір, на якому карбувались арагонські дінеро був переведений Педро IV Церемонним до Сарагоси. В XIV столітті хакський дінеро змінив свою вартість по відношенню до дінеро решти королівств Арагонської Корони. Він коштував на третину більше, ніж дінеро Валенсійського королівства та Барселонського графства, і вдвічі більше, ніж дінеро, що карбівались у Майорканському та Сардинському королівствах.

## Типи грошей, які випускали королі дому Арагон
- Срібні дінеро : срібна монета вагою приблизно один грам чистого срібла.
- Біллоні дінеро : однограмова монета, яка містила приблизно 0,35 грама срібла, а решта — міді. Ця монета була дуже популярною в середні віки та була викарбувана в Хаці, на різних монетних дворах Арагонського королівства під назвою грошей Жакеса та в різних каталонських графствах із перехрещеним шрифтом, який дасть назву кроат.
- Четвертинні дінеро : валюта, яка містила третину срібла, створена за часів Педро II Арагонського.
- Короткі дінеро : з'явилися наприкінці правління Педро I Арагонського, ці дінеро містили лише чверть срібла.

## Зв'язок дінеро з іншими валютами в Арагонській короні
Срібна хакська лібра підрозділяється на двісті сорок денаріїв, також виготовлених зі срібла. Золота монета суельдо мала таку ж вагу, що й срібні дінеро. Оскільки золото і срібло підтримували паритет 12:1, кожне суельдо було еквівалентне дванадцяти дінеро, а фунт срібла був еквівалентним двадцяти суельдо. Однією з найпопулярніших валют була пьєза, яка коштувала вісім суельдо, а іншою була песета, еквівалентна семи суельдо або, іншими словами, тижневій зарплаті робітника.